# Источна обала САД
Источна обала Сједињених Држава, такође позната као Источна обала или Атлантска обала, је обала дуж које се источни део САД сусреће са Атлантским океаном. Регионално, термин се односи на приобалне државе и подручје источно од Апалачких планина које имају обалу на Атлантском океану, од севера до југа, Мејн, Њу Хемпшир, Масачусетс, Роуд Ајланд, Конектикат, Њујорк, Њу Џерзи, Делавер, Мериленд, Вирџинија, Северна Каролина, Јужна Каролина, Џорџија и Флорида.

## Топонимија
Назив места „Источна обала“ потиче од идеје да су суседних 48 држава дефинисане двема главним обалним линијама, једном на западном и другом на источном ободу. Остали изрази који се односе на ово подручје укључују „Источну обалу“ или „Атлантска обала“ (јер обала лежи дуж Атлантског океана).
Четрнаест држава које имају обалу на Атлантском океану су, од севера до југа, Мејн, Њу Хемпшир, Масачусетс, Роуд Ајленд, Конектикат, Њујорк, Њу Џерзи, Делавер, Мериленд, Вирџинија, Северна Каролина, Јужна Каролина, Џорџија, и Флорида. Поред тога, Пенсилванија и округ Колумбија граниче се са плимним краковима Атлантика (река Делавер и река Потомак). Државе Алабама, Мисисипи, Луизијана и Тексас (преко Мексичког залива), као и територије Порторика, америчких Девичанских острва и острва Наваса (које се само граничи са Карипским морем) имају атлантску обалу, али нису обухваћени дефиницијом.
Иако Вермонт и Западна Вирџинија немају атлантску обалу, они су груписани са државама Источног приморја због њихових локација у Новој Енглеској и на Старом Југу, и њихове историје као дела копнене базе првобитних тринаест колонија (наиме, колонија Њу Хемпшир, колонија Њујорк и колонија Вирџинија).

## Колонијална историја
Првобитних 13 колонија Велике Британије у Северној Америци леже дуж Источне обале. 
Две америчке државе на источној обали нису биле међу првобитних тринаест колонија: Мејн (постала је део енглеске колоније Масачусетс 1677) и Флорида (део Нове Шпаније до 1821, мада су Британци држали од после крај француског и индијског рата до 1781. године). Писана историја Флориде почиње доласком Европљана; шпански истраживач Хуан Понсе де Леон 1513. године направио је прве текстуалне записе. Држава је добила име по овом шпанском конквистадору, који је полуострво назвао Ла Паскуа Флорида, препознајући зелени пејзаж и зато што је било пролећно доба, које су Шпанци назвали Паскуа Флорида (Фестивал цвећа).
Средње колоније (Њу Џерзи, Пенсилванија, Њујорк и Делавер) били су у власништву Холанђана као Нова Холандија, све док их Енглези нису заузели средином и крајем 17. века.

## Клима и физичка географија
Према источној обали постоје три основна климатска региона према Кепеновој класификацији климе од севера до југа на основу средње месечне температуре најхладнијег месеца (јануара):
Регија од северног Мејна до југа до северног Конектиката има континенталну климу, са топлим летима и хладним и снежним зимама. Подручје од јужног Конектиката према југу до југа Северне Каролине има умерену климу, са дугим, топлим летима и хладним зимама, док је подручје од југа Северне Каролине од југа до централне Флориде суптропско, са топлим и кишовитим летима и благим и сушнијим зимама. Око јужне централне Флориде на југу (Стјуарт) има тропску климу у којој нема мраза и топло је до вруће током целе године.
Просечне месечне падавине крећу се од благог касног пада (новембра) до максимума из Масачусетса према северу (као у Портланду и Мејну), до благог летњег максимума у средњоатлантским државама од југа Конектиката на југ до Вирџиније (као у Вилмингтону, Делаверу и Норфолку), до израженијег летњег максимума од рта Хатерас, Северна Каролина, према југу дуж југоисточне обале Сједињених Држава до Саване, Џорџија. Полуострво Флорида има оштар влажно-летњи / суво-зимски образац, са 60 до 70 процената падавина које падају у просеку између јуна и октобра у просеку, а суве и сунчане касне јесени, зиме и раног пролећа.
Иако су падине ретке, источна обала је подложна ураганима у атлантској сезони урагана, која званично траје од 1. јуна до 30. новембра, мада се урагани могу појавити и пре или после ових датума. Урагани Хејзел, Хуго, Боб, Исабел, Ирене, Санди и недавно Фиренца су неке од најзначајнијих олуја које су погодиле регион.
Источна обала је пасивна обала са ниским рељефом. Обликовала га је плеистоценска глацијација у крајњим северним областима Нове Енглеске, са офшор острвима као што су Нантукет, Блок острво, Фишерс острво. Отприлике северно од Њу Џерзија према југу, обална равница се шири према југу, одвојена од региона Пијемонта линијом пада Атлантског мора на рекама Источне обале, често означавајући место пловидбе и истакнута места градова. Обална подручја од Лонг Ајленда до југа до Флориде често се састоје од острва која прелазе приобална подручја, са дугим потезима пешчаних плажа. Многи већи ртови дуж доње источне обале заправо су острва-ограде, попут Спољних банака Северне Каролине и рта Канаверал на Флориди. Флорида Киз се састоје од кречњачког корала и пружају једине коралне гребене на копну САД.

## Демографија
У 2010. години број становника држава које имају обалу на источној обали процењен је на 112.642.503 (36% укупног становништва земље). Њујорк је истовремено и највећи град и највеће градско подручје на Источној обали. Источна обала је најнасељеније обално подручје у Сједињеним Државама.
| Град                         | Популација у граду | Популација ширег подручја | Држава           | Ранг |
| ---------------------------- | ------------------ | ------------------------- | ---------------- | ---- |
| Њујорк                       | 8,398,748          | 19,979,477                | Њујорк           | 1    |
| Филаделфија                  | 1,584,138          | 6,096,120                 | Пенсилванија     | 6    |
| Вашингтон                    | 705,749            | 6,216,589                 | Вашингтон        | 20   |
| Мајами                       | 470,914            | 6,158,824                 | Флорида          | 40   |
| Бостон                       | 694,583            | 4,628,910                 | Масачусетс       | 21   |
| Балтимор                     | 602,495            | 2,802,789                 | Мериленд         | 30   |
| Орландо                      | 285,713            | 2,387,138                 | Флорида          | 71   |
| Џексонвил                    | 903,889            | 1,523,615                 | Флорида          | 12   |
| Вирџинија Бич                | 450,138            | 1,725,246                 | Вирџинија        | 44   |
| Портланд                     | 66,417             | 538,500                   | Мејн             | 519  |
| Провиденс                    | 179,335            | 1,604,291                 | Роуд Ајланд      | 134  |
| Округ Њу Хејвен (Конектикат) | 130,418            | 862,477                   | Конектикат       | 210  |
| Бриџпорт                     | 144,900            | 939,904                   | Конектикат       | 182  |
| Стамфорд                     | 129,775            | 916,829                   | Конектикат       | 211  |
| Њуарк (Њу Џерзи)             | 282,090            | 19,979,477                | Њу Џерзи         | 73   |
| Џерзи Сити                   | 265,549            | 19,979,477                | Њу Џерзи         | 78   |
| Патерсон                     | 145,627            | 19,979,477                | Њу Џерзи         | 180  |
| Елизабет                     | 128,885            | 19,979,477                | Њу Џерзи         | 215  |
| Вудбриџ Тауншип              | 100,450            | 19,979,477                | Њу Џерзи         | 311  |
| Едисон                       | 100,693            | 19,979,477                | Њу Џерзи         | 310  |
| Вилмингтон                   | 70,635             | 6,069,875                 | Делавер          |      |
| Колумбија                    | 103,467            | 9,764,315                 | Мериленд         |      |
| Џермантаун                   | 90,494             | 9,764,315                 | Мериленд         |      |
| Александрија                 | 159,428            | 9,764,315                 | Вирџинија        |      |
| Ричмонд                      | 228,783            | 1,260,029                 | Вирџинија        |      |
| Норфок (Вирџинија)           | 244,076            | 1,672,319                 | Вирџинија        |      |
| Чесапик                      | 244,835            | 1,672,319                 | Вирџинија        |      |
| Њупорт Њуз                   | 179,225            | 1,672,319                 | Вирџинија        |      |
| Хамптон                      | 134,510            | 1,672,319                 | Вирџинија        |      |
| Портсмут                     | 94,632             | 1,672,319                 | Вирџинија        |      |
| Вилмингтон                   | 122,607            | 282,573                   | Северна Каролина |      |
| Рали                         | 469,298            | 1,337,331                 | Северна Каролина |      |
| Шарлот                       | 872,498            | 2,636,883                 | Северна Каролина |      |
| Фејетвил                     | 209,468            | 386,662                   | Северна Каролина |      |
| Чарлстон                     | 136,208            | 802,122                   | Јужна Каролина   |      |
| Колумбија                    | 133,451            | 838,433                   | Јужна Каролина   |      |
| Огаста                       | 196,939            | 600,151                   | Џорџија          |      |
| Савана                       | 145,862            | 389,494                   | Џорџија          |      |
| Атланта                      | 498,044            | 5,949,951                 | Џорџија          |      |
| Хајалија                     | 238,942            | 5,828,191                 | Флорида          |      |
| Порт Сент Луси               | 195,248            | 438,095                   | Флорида          |      |
| Форт Лодердејл               | 182,595            | 5,762,717                 | Флорида          |      |
| Пембрук Пајнс (Флорида)      | 172,374            | 5,762,717                 | Флорида          |      |
| Холивуд                      | 154,823            | 5,762,717                 | Флорида          |      |
| Мирамар                      | 140,823            | 5,762,717                 | Флорида          |      |
| Корал Спрингс (Флорида)      | 133,507            | 5,762,717                 | Флорида          |      |
| Палм Беј (Флорида)           | 114,194            | 543,376                   | Флорида          |      |
| Мајами Гарденс               | 113,069            | 5,762,717                 | Флорида          |      |
| Помпано Бич                  | 111,954            | 5,762,717                 | Флорида          |      |
| Вест Палм Бич                | 111,398            | 5,762,717                 | Флорида          |      |

## Култура
Као прво место у Сједињеним Државама где су имигранти стигли и непосредна близина Европе, Кариба и Латинске Америке, Источна обала је дом разнолике популације и дом мулти-култура у поређењу са остатком САД. Од јаке латинске културе на југу Флориде и Њујорка, преко 200 година старе афро-америчке културе на приморским острвима ниских држава Џорџија и Јужна Каролина, до многих историјских градова у средњем Атлантику, где су снажне енглеска, немачка, италијанска културе. Присутна је ирска и француска култура. Источна обала је знатно разноврснија од остатка Сједињених Држава. Кинеска четврт у Њујорку и Мала Хавана у Мајамију примери су таквих културних центара у већим градовима.
Источна обала је дом већем делу политичке и финансијске моћи Сједињених Држава, као и центар разних одмаралишта и туристичка одредишта у Сједињеним Државама. Њујорк је финансијска престоница Сједињених Држава и један од водећих градова са финансијским моћима на свету. Седамдесет и једна од светских компанија са богатством од 500 има седиште у Њујорку, док је Мидтаун Менхетн са 400 милиона квадратних метара пословног простора у 2018. години највећи централни пословни округ на свету. Вашингтон је политички нервни центар Сједињених Држава. Многе организације као што су одбрамбени добављачи, цивилни извођачи, непрофитне организације, лобистичке фирме, синдикати, индустријске трговинске групе и професионална удружења имају седиште у Вашингтону или близу њега, како би биле блиске савезној влади.
Мајами и Флорида су једно од најбољих домаћих и међународних туристичких одредишта у Сједињеним Државама. Мајами је зими најтоплији главни град Сједињених Држава, овај фактор доприноси томе да буде главно туристичко средиште за међународне посетиоце. Мајами има једну од највећих концентрација међународних банака у Сједињеним Државама и трећу највишу линију хоризонта у САД са преко 300 високих зграда, од којих 55 прелази 149 метара. Лука Мајами је најпрометнија лука за крстарење на свету и у путничком саобраћају и у кружним линијама, а преко луке годишње прође преко 5,5 милиона путника на кружним путовањима. Центар за културу и истраживање тропских биљака у Сједињеним Државама има седиште у Мајамију у тропском ботаничком врту, док је држава Флорида други произвођач поморанџи иза Бразила.